# A művészet története (Magyar Könyvklub)
A művészet története egy 21. századi magyar művészettörténeti könyvsorozat. A Magyar Könyvklub gondozásában Budapesten 2000–2001-ben megjelent sorozat a következő köteteket tartalmazza:
- A korai civilizációk
- A klasszikus ókor
- Bizánc - Az Iszlám
- A korai román és a román stílus
- A gótika
- A korai reneszánsz Itáliában
- Az érett reneszánsz
- A reneszánsz elterjedése Európában
- Itáliai és spanyol barokk
- A barokk elterjedése Európában
- A rokokó és a klasszicizmus
- Romantika, realizmus és szecesszió
- Ázsia
- Amerika, Afrika, Óceánia
- A huszadik század
- A legújabb irányzatok